# Ravinder Singh
Ravinder Singh (17 dicembre 1991) è un calciatore indiano, difensore del Mohun Bagan.

## Carriera

### Club
Ha giocato in alcune squadre della I-League, la massima serie indiana.

### Nazionale
Nel 2010 ha debuttato nella Nazionale indiana che ha preso parte all'Asian Challenge Cup, disputando 2 incontri.